# Haundorfer Weiher
Der Haundorfer Weiher ist ein Weiher nahe dem namensgebenden Dorf Haundorf, einer Gemeinde im mittelfränkischen Landkreis Weißenburg-Gunzenhausen.
Der Haundorfer Weiher liegt am Rand des Haundorfer Walds westlich des Dorfes Eichenberg und nordöstlich des Ortes Büchelberg, etwa einen Kilometer südwestlich des namensgebenden Ortes Haundorf. Unweit befindet sich der Büchelberg. Südlich verläuft die Gemeindegrenze zu Gunzenhausen.
Den etwa 13 Hektar großen Weiher speisen von Osten her die Bachläufe Auerbach und Wesigraben; der Haundorfer Weihergraben entwässert ihn nach Westen hin zum Nesselbach. Der Haundorfer Weiher ist der flächengrößte See einer Weiherkette, zu der neben einigen kleineren Stillgewässern der westlich gelegene Schleißbühlweiher gehört. Unmittelbar vorgelagert sind dem Weiher an der Ostseite jenseits eines schmalen Wegdamms zwei kleinere Weiher von 1,1 ha (nördlicher Vorteich) und 1,5 ha (südlicher Vorteich), durch die ein kurzer Wiesenzufluss bzw. der Wesigraben ihm zulaufen. In nicht allzu großer Entfernung liegen weitere Seen, nämlich nahe im Nordwesten der Holzweiher, weiter im Südosten längs des Laubenzedeler Mühlbachs der Eichenberger, Schnacken-, Brander- und Speckweiher.
Da das Gewässer im Fränkischen Seenland nahe beim Altmühlsee liegt, wird es auch mehr und mehr als Badesee genutzt. Ein Parkplatz liegt nur hundert Meter vom Nordufer entfernt, nahebei gibt es auch Zeltmöglichkeiten. Dem Ufer folgt ein Teichlehrpfad.